# Рос (Калифорнија)
Рос (енгл. Ross) град је у америчкој савезној држави Калифорнија. По попису становништва из 2010. у њему је живело 2.415 становника.

## Демографија
Према попису становништва из 2010. у граду је живело 2.415 становника, што је 86 (3,7%) становника више него 2000. године.
| Група             | 2000.         | 2010.         |
| Белци             | 2.194 (94,2%) | 2.196 (90,9%) |
| Афроамериканци    | 3 (0,1%)      | 6 (0,2%)      |
| Азијати           | 33 (1,4%)     | 45 (1,9%)     |
| Хиспаноамериканци | 54 (2,3%)     | 94 (3,9%)     |
| Укупно            | 2.329         | 2.415         |